# クリストヴォン・ボルジェス
クリストヴォン・ボルジェス・ドス・サントス（Cristóvão Borges dos Santos、1959年6月9日 - ）は、ブラジル・バイーア州サルヴァドール出身の元サッカー選手。サッカー指導者。カンピオナート・ブラジレイロ・セリエAのサンパウロFCの監督を務めている。元ブラジル代表。現役時代のポジションはミッドフィールダー。クリストヴァオン・ボルジェス (Cristóvão Borges) と表記されることもある。